# 辛迪·帕洛·科恩
辛迪·帕洛·科恩（英語：Cindy Parlow Cone，1978年5月8日—），美国女子足球运动员。她曾代表美国国家队参加1996年、2000年和2004年夏季奥林匹克运动会足球比赛，获得二枚金牌和一枚银牌。